# Златко Крџевић
Златко Крџевић (Нова Варош, 3. децембар 1959) је бивши југословенски и српски фудбалер.

## Каријера
Најчешће је играо на позицији бека, а понекад и на месту халфа. Носио је дрес Слободе из Ужица, где је од 1980. до 1984. године одиграо 76 лигашких мечева уз четири постигнута гола. За Црвену звезду је наступао у пет сезона, од 1984. до 1989. године.
Одиграо је 110 званичних утакмица и постигао три гола. Освојио је шампионску титулу 1988. године и национални куп 1985. године. Постигао је три поготка у званичним утакмицама, све на стадиону Црвене звезде. Два пута је затресао мрежу у првенству, против Сутјеске (4:1) у сезони 1984/85, и Жељезничара из Сарајева (4:1) у првенству 1985/86, као и у четвртфиналу Купа 1987/88. против Радничког из Ниша у убедљивој победи од 6:0.
Забележио је десет наступа у европским куповима. Играо је у мечевима против Бенфике (0:2 и 3:2) у Купу европских шампиона 1984/85, Панатинаикоса (3:0 и 1:2) и Розенборга (3:0 и 4:1), у најелитнијем фудбалском такмичењу у Европи у сезони 1986/87, као и против Ботева из Пловдива (3:0 и 2:2) и Брижа (3:1 и 0:4) у Купу УЕФА 1987/88.
У иностранству је наступао за швајцарски клуб Белинцона у сезони 1989/90.